# Serge Wilmes
Serge Wilmes (ur. 6 maja 1982 w Luksemburgu) – luksemburski polityk i samorządowiec, deputowany, od 2023 minister.

## Życiorys
Uzyskał magisterium z historii na Université Nancy-II (2005) oraz z historii współczesnej Europy na Uniwersytecie Luksemburskim (2006). Pracował w archiwum państwowym ANLux i w grupie parlamentarnej Chrześcijańsko-Społecznej Partii Ludowej. W latach 2008–2014 był przewodniczącym chadeckiej młodzieżówki CSJ. W 2011 objął zwolniony mandat posła do Izby Deputowanych. Był następnie wybierany na kolejne kadencje parlamentu w 2013, 2018 i 2023. W 2017 został także radnym i następnie pierwszym zastępcą burmistrza Luksemburga.
W listopadzie 2023 objął stanowiska ministra środowiska, klimatu i różnorodności biologicznej oraz ministra ds. służby cywilnej w rządzie Luca Friedena.